# Církev Svatého Řehoře Osvětitele
Církev svatého Řehoře Osvětitele je českou součástí Arménské apoštolské církve, jediné tzv. staré orientální církve působící v České republice. Arménští věřící v České republice začali vyvíjet společné duchovní aktivity roku 2005 a následujícího roku učinili první pokus o registraci Arménské apoštolské pravoslavné církve českým státem. (Zde byl tehdy vyslán duchovní pastýř pro Česko, Maďarsko a Slovensko, archimandrita Barsegh Pilavchyan.)  Podmínky registrace ovšem tehdy nebyly splněny, a tak společenství bylo registrováno až roku 2013 jako Církev Svatého Řehoře Osvětitele (bez tzv. zvláštních práv).

## Arménští křesťané v českých zemích
Migrace arménských křesťanů do evropských zemí či Spojených států, k níž docházelo v raném novověku, v 19. století a především na počátku 20. století v důsledku jejich genocidy, české země prakticky nezasáhla. Třebaže starší sčítání lidu tyto věřící evidovaly, stejně jako členy uniatské arménskokatolické církve, jednalo se jen o jednotlivce, přicházející nejčastěji z východních oblastí habsburské monarchie, kde již od středověku nebo raného novověku žily komunity arménských křesťanů. Žádná církevní organizace Arménské apoštolské církve, ani jiné staré orientální církve, však v českých zemích neexistovala. Z téhož důvodu bylo při přípravě sčítání lidu v roce 1930 (a ve všech následujících censech) od samostatné evidence arménských křesťanů upuštěno, zatímco uniaté byli (v roce 1930) sčítáni spolu s řeckými katolíky.
Teprve novodobá imigrace Arménů z Arménie i odjinud vedla v roce 2005 Arménskou apoštolskou církev k vyslání archimandrity Barsegha Pilavchyana, který začal působit jako duchovní pastýř pro Českou republiku, Slovensko a Maďarsko. Následujícího roku církev (jakožto Arménská apoštolská pravoslavná církev) požádala ministerstvo kultury o registraci, která jí ovšem nebyla udělena. K církevní registraci pod názvem Církev Svatého Řehoře Osvětitele, došlo až v březnu 2013. Církev přitom sdružuje především imigranty do České republiky a její činnost nepřekračuje duchovní službu těmto osobám.

## Organizace církve
Církev svatého Řehoře Osvětitele sídlí v Praze v pronajatých prostorách, bohoslužby koná jednou měsíčně v propůjčeném římskokatolickém kostele – zprvu u sv. Jiljí v Husově ulici, od roku 2015 u sv. Ducha.

### Počet věřících
Zatímco rakouská i první československé sčítání lidu členy Arménské apoštolské církve evidovala, primárně z mezinárodněpolitických důvodů (jednalo se často o cizince a církev v českých zemích neměla žádnou organizaci), další censy od toho z důvodu nízkého počtu věřících upustily. V současnosti může jít nanejvýš o stovky věřících, převážně imigranty z Arménie nebo dalších oblastí, kde církev působí.
|      | sčítání lidu |
| ---- | ------------ |
| 1880 | 24           |
| 1890 | 89           |
| 1900 | 21           |
| 1910 | 9            |
| 1921 | 139          |
| 1930 | --           |
| 1940 | --           |
| 1950 | --           |
| 1960 | --           |
| 1970 | --           |
| 1980 | --           |
| 1991 | --           |
| 2001 | --           |
| 2011 | --           |
| 2021 | 3            |